# Derome AB
Derome AB är ett svenskt familjeföretag, grundat 1946. Det är en träindustri med verksamheter inom hela kedjan, från skog till färdigt hus. Koncernen har i dag verksamhet inom sex affärsområden. Under 2022 utsågs företagsledarna Peter Mossbrant och Magnus Andersson till Årets Företagare i Sverige.
Här är några nyckelfakta om Derome:

## Verksamhetsområden
- Derome Timber: Köper timmer från lokala skogsägare och förädlar det i fyra sågverk. Cirka hälften av virket exporteras, medan resten säljs inom Deromes egna bygghandel och till branschkollegor.
- Derome Bygg & Industri: Med över 50 anläggningar längs västkusten, Skåne, Blekinge och Småland möter de yrkeskunders behov. De erbjuder ett heltäckande sortiment, inklusive logistik och service.
- Derome Träteknik: Specialiserade på konstruktion och produktion av taklösningar (till exempel takstolar) och prefabricerade/industriellt tillverkade byggkomponenter som färdigkapad stomme samt emballagetillverkning.
- Derome Hus: Utvecklar mark och bygger bostadsområden med olika boendealternativ genom Derome Bostad. De erbjuder även villor genom varumärkena Varbergshus och A-hus.
- Derome Fastighet: Förvaltar och erbjuder bostäder samt kommersiella lokaler att hyra. Har cirka 1 700 lägenheter och 15 000 m² lokalyta från Skåne upp till Mälardalen.
- Andersson Haus & Dach: I närheten av Berlin tillverkar Derome takstolar för den tyska marknaden genom dotterbolaget Andersson HAUS und DACH GmbH.

## Omsättning och anställda
Under 2022 hade Derome cirka 2 800 anställda och en omsättning på 12 miljarder kronor.